# Pierre-Charles Lesage
Pour les articles homonymes, voir Lesage et Le Sage.
Pierre-Charles Lesage, né le 2 décembre 1740, à Livry, et mort en 1810, est un ingénieur des ponts et chaussées français.

## Biographie
Dès 1756, Pierre-Charles Lesage est employé comme dessinateur dans les bureaux du génie militaire, à l’Île-d'Aix. 
De 1757 à 1762, il fit, à la suite des ingénieurs militaires, les campagnes d'Allemagne et de Portugal, et en 1766, il entra comme dessinateur dans le bureau de l'ingénieur en chef de la généralité de Bordeaux (Saint- André), où il resta huit ans. 
En 1774, âgé de trente-quatre ans, il se fit admettre à l’École des ponts et chaussées, qu'il ne devait plus quitter jusqu'à la fin de sa carrière. 
Dès 1776, il avait reçu le grade d'ingénieur des ponts et chaussées et avait été chargé des fonctions de répétiteur et de surveillant des études, comme adjoint à l'inspecteur de Chézy. 
En 1788, il fut nommé ingénieur en chef et inspecteur de l’École. Il est mort le 20 décembre 1810.

## Publications
En 1784 et 1783 il avait fait deux voyages en Angleterre, et il a rendu compte de ses observations sur les travaux publics de ce pays dans un mémoire intéressant accompagné de nombreuses planches. 
On lui doit aussi une notice historique sur Jean-Rodolphe Perronet, suivie de l'indication détaillée de tous ses travaux. Il a légué à l'École des ponts et chaussées sa bibliothèque, son cabinet, une bague en diamants donnée par l'empereur de Russie, et une collection lithologique importante réunie autrefois par Perronet et qu'il avait acquise à la mort de ce grand ingénieur. 
Cette collection, composée de plus de sept cents échantillons classés et étiquetés, et accompagnée de nombreux tableaux relatifs à la provenance, au poids et à la résistance des matériaux, a servi de base et de point de départ aux collections minéralogiques de l'École. 
Lesage avait publié en 1810 deux volumes in-4, contenant un recueil de Mémoires extraits de la bibliothèque de l'École : on y remarque notamment la notice sur Perronet, les observations sur l'Angleterre et le mémoire célèbre de Pierre Marie Jérôme Trésaguet sur l'entretien des routes
Lesage était membre d'un grand nombre de Sociétés savantes de France et de l'étranger. Tout ce qu'il a écrit et tous les actes de sa vie témoignent d'un profond attachement et d'un dévouement absolu pour le Corps des ponts et chaussées et pour l'École, dont il avait dirigé les études pendant une période de trente-cinq ans, traversée par bien des agitations. 
La reconnaissance des élèves ne lui fit pas d'ailleurs défaut; car, en 1808, ils ont fait graver son portrait avec une longue inscription latine qui se termine ainsi : « Praefecto studiorum indulgenlissimo in amoris et obsequii pignus offerebant imperatorim à viis pontibusque conficiehdis scholœ alumni, 14 mai 1808».
Par ailleurs, c'est en mémoire de ses fonctions de premier bibliothécaire de l'École nationale des ponts et chaussées et en hommage au don de l'ensemble de ses archives, de ses livres et de ses objets que l'École choisit de donner le nom "Lesage" à sa bibliothèque.